# 서호
서호(중국어: 西湖, 병음: Xī Hú 시후)는 중국 저장성 항저우시 시가구역 서쪽에 면한 호수로 중국국가단위풍경구명승구와 세계적인 명성을 가진 담수호이다. 서호는 3개의 제방으로 분리되어 있는데, 각각 소제(苏堤), 백제(白堤), 양공제(杨公堤)로 나뉘어 있다. 중국에 서호(西湖)라는 이름을 가진 호수가 800개가 될 정도로 아주 많다. 이 중 가장 유명한 것이 바로 항저우의 서호이다. 이 서호는 그 옛날 중국 미인인 서시의 이름을 따서 지어졌다고 한다.

## 역사
2,000년 전에는 첸탕강(钱塘江)의 일부였다가, 진흙모래가 쌓여서 남과 북쪽에 있는 오산(吴山)과 보석산(寶石山)을 막아서 형성된 호수이다.

### 백제(白堤)

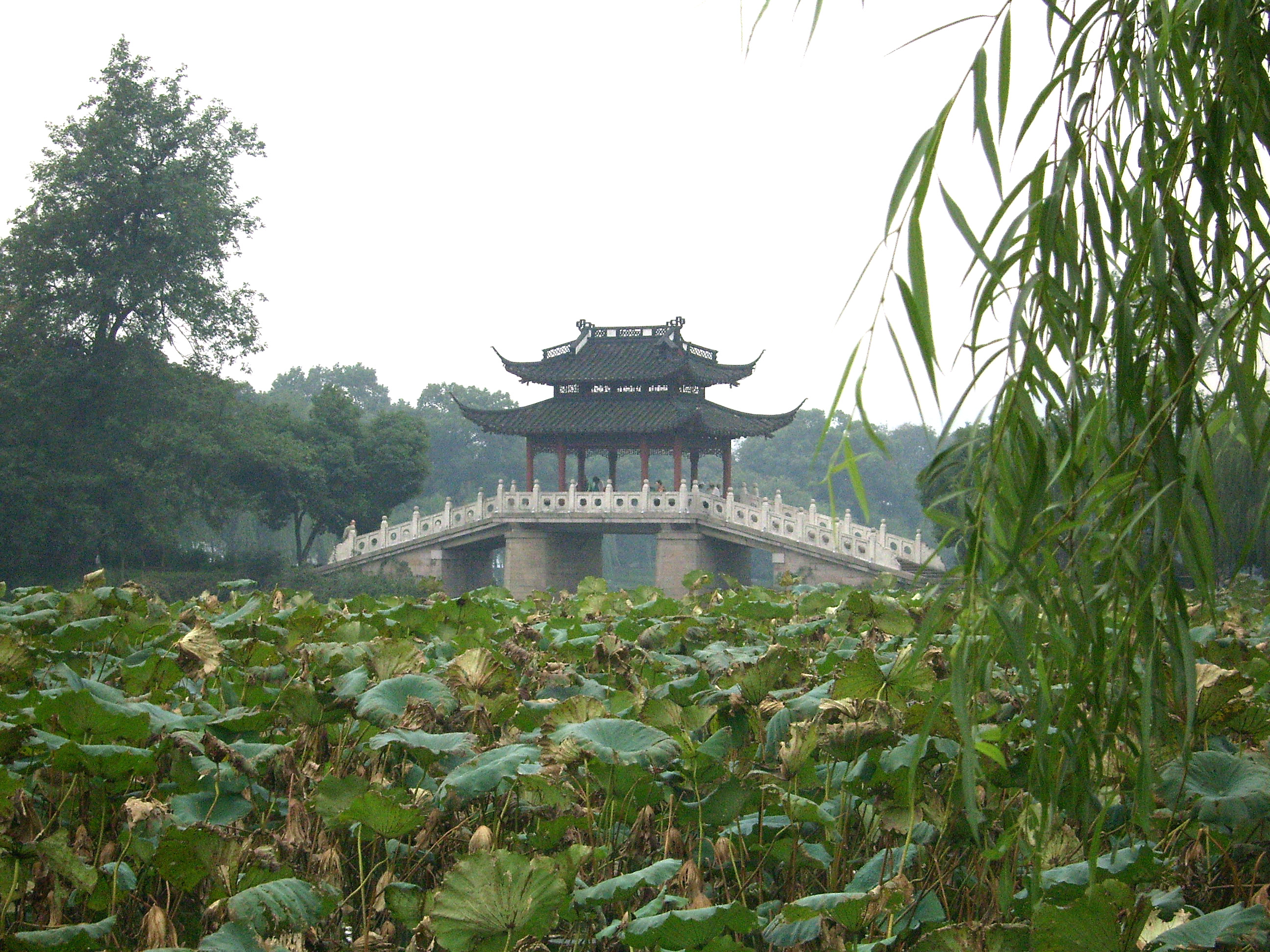
곡원풍하

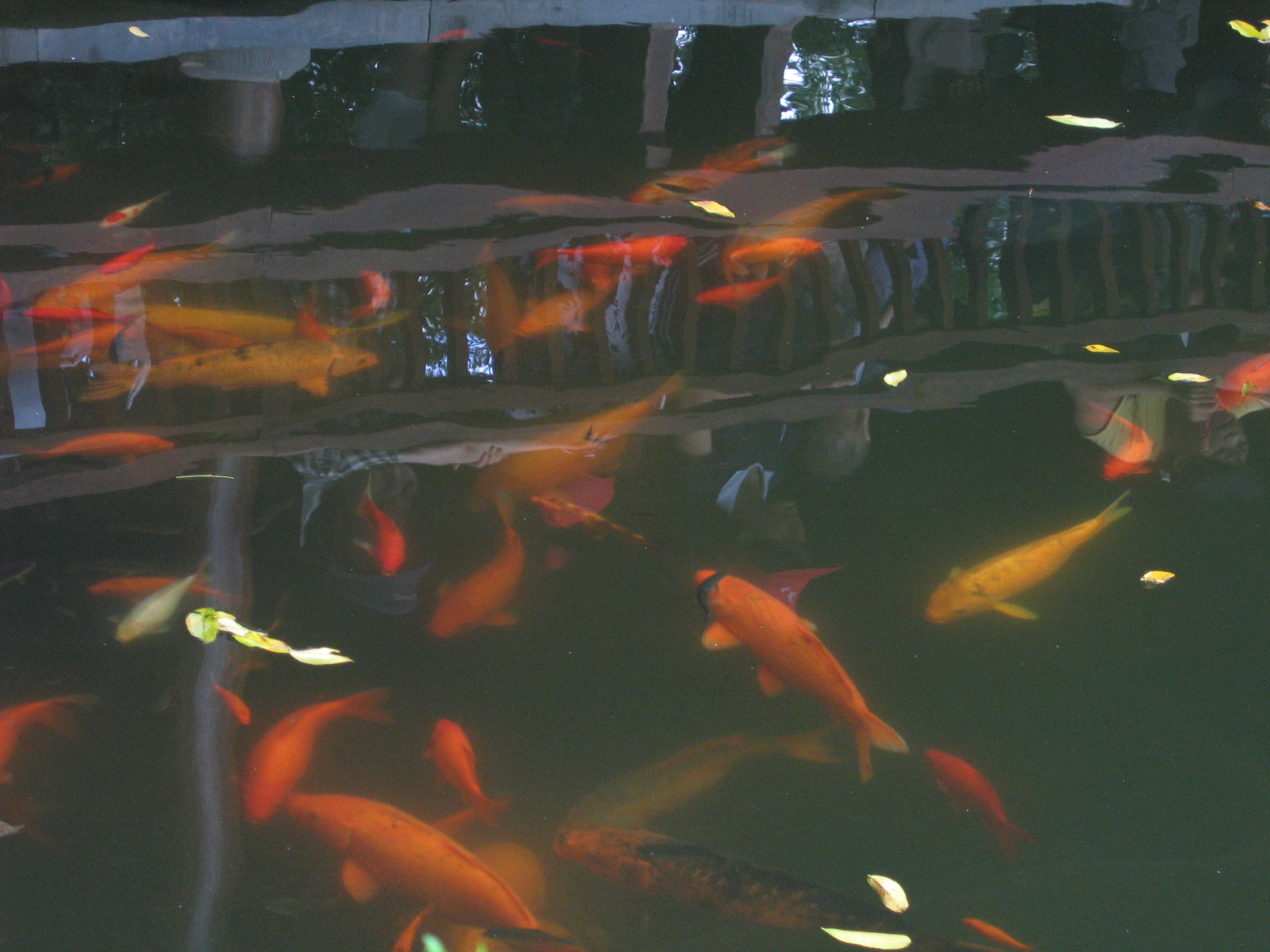
화항관어

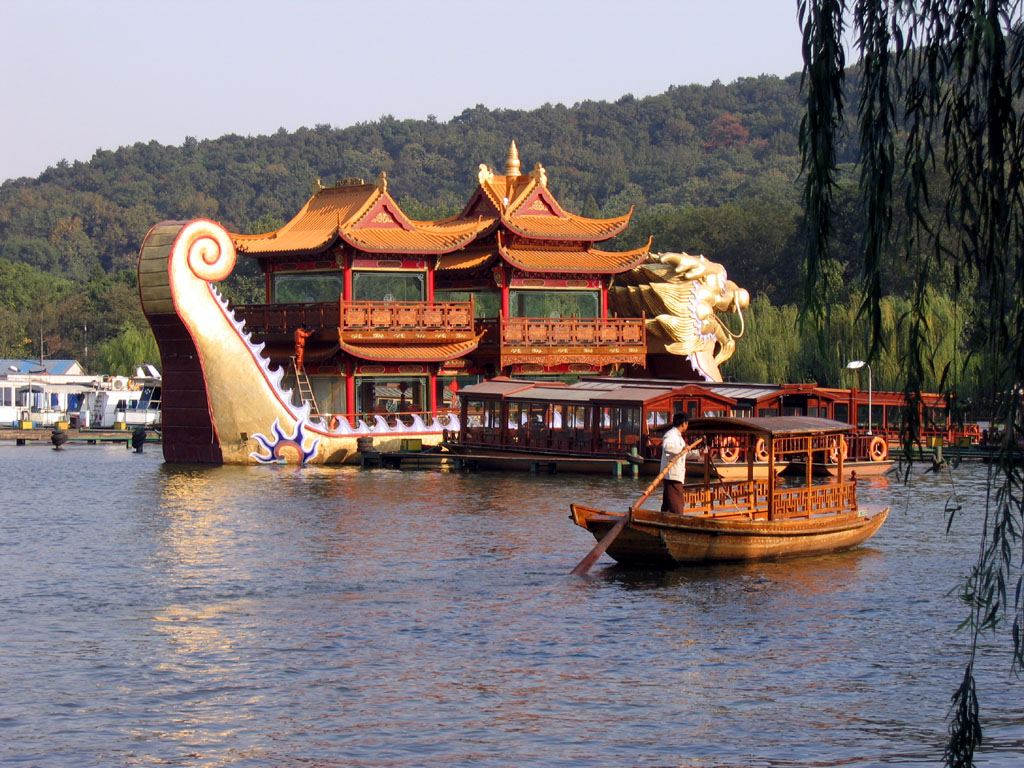
서호의 놀잇배

당나라 중반 덕종 정원(唐貞元,785-804) 연간에 백거이(白居易)가 항저우로 임명되어 무너진 제방이 농사를 망치는 것을 보고 제방공사를 다시 하였다. 백거이는 더 길고, 튼튼한 둑을 쌓게 했는데, 이로 인해 수원이 풍부해지면서 가뭄을 해갈하였다. 이것이 지금의 백제(白堤)다. 그는 둑 옆에 수양버들을 심고는 매일 산책하고, 공사를 감독하였다.

### 소제(蘇堤)
2백년 후 송나라 초기 철종 원우(1086-1094) 때 유명한 소식(蘇軾, 소동파)이 항저우에 임명되어 왔다. 이때 다시 농민들은 가뭄으로 고생을 하게 되었는데, 웃자란 수초들 때문에 물대기가 힘들게 되었던 것이다. 소동파는 호수 바닥에 침전된 진흙을 모두 파내게 했는데, 이것이 기존의 백제보다 세 배는 더 길고, 넓었다. 이게 나중에 소동파의 성을 따서 소제(蘇堤)가 되었다.

## 볼거리

### 서호10경
1. 소제춘효(蘇堤春曉)
2. 곡원풍하(曲院風荷)
3. 평호추월(平湖秋月)
4. 단교잔설(斷橋殘雪); 민간 설화 백사전의 배경
5. 뇌봉석조(雷峰夕照)
6. 쌍봉삽운(雙峰插雲)
7. 유랑만앵(柳浪聞鶯)
8. 화항관어(花港觀魚)
9. 삼담인월(三潭印月)
10. 남병만종(南屏晚鐘)

#### 민간전설(설화)
다리와 관련된 민간 전설로 중국사대민간설화 중 두개가 서호를 배경으로 만들어졌으며, 각각 청사와 양축이라는 제목으로 영화화되었다.
- 백사전(白蛇傳) - 단교잔설(斷橋殘雪)
- 양축(梁祝) - 장교애련(长桥哀恋)

### 신서호10경(新西湖十景)
1984년 항주일보에서 신서호십경 선정 작업을 했는데, 당시 선정된 것은 아래와 같았다.
운서죽경(云栖竹径), 만룡계우(满陇桂雨), 호포몽천(虎跑梦泉), 용정문차(龙井问茶), 구계연수(九溪烟树), 오산천풍(吴山天风), 완돈환벽(阮墩环碧), 황룡토취(黄龙吐翠), 옥황비운(玉皇飞云), 보석류하(宝石流霞)
2007년 저장성 항주에서 열린 제9회중국항주서호박람회 개막식에서 항주시위 왕국평 서기가 중국에서 역대 세 번째로 선정한 "신서호십경(新西湖十景)"을 아래와 같이 공포했다. 새로 선정된 신서호 십경은 아래와 같았다. 
1. 영은선종(灵隐禅踪); 영은사
2. 육화청도(六和听涛); 육화탑
3. 악묘서하(岳墓栖霞); 악왕묘
4. 호빈청우(湖滨晴雨); 호빈로
5. 전사표충(钱祠表忠)
6. 만송서연(万松书缘)
7. 양제경행(杨堤景行)
8. 삼대운수(三台云水)
9. 매오춘조(梅坞春早)
10. 북가몽심(北街梦寻)

### 다른 볼거리
서호와 멀지 않은 곳에 있는 관광지로 아래와 같은 것들이 있다.
1. 악왕묘(岳王廟) : 악비의 묘
2. 영은사(靈隱寺)
3. 용정다원(龍井茶園)
4. 호포천(虎跑夢泉)
5. 소소소의 묘(蘇小小墓)
6. 무송묘(武松墓)